# NEW BEST NOW COMPLETE
『NEW BEST NOW COMPLETE』（ニュー・ベスト・ナウ・コンプリート）は1990年9月27日発売された稲垣潤一5枚目のベスト・アルバム。

## 解説
カセットテープとCDの2形態で発売。1枚目～3枚目のアルバムから1曲を除き井上鑑の編曲楽曲で構成。
本作は前所属会社・東芝EMIからの発売であるが、以前在籍したEXPRESSではなくEASTWORLDレーベルからの作品。

## 収録曲
1. ドラマティック・レイン
2. 夏のクラクション
3. ロング・バージョン
4. ロンリー・ガール (SUZI FOUND A WEAPON)
5. 恋のテクニック
6. 雨のリグレット
7. バハマ・エアポート
8. 言い出せなくて
9. コインひとつのエピローグ
10. 夏の行方
11. 月曜日にはバラを
12. SHYLIGHTS
13. LONG AFTER MID-NIGHT
14. エスケイプ